# Greatest Hits... So Far!!!
Greatest Hits... So Far!!! é um álbum de greatest hits da cantora norte-americana Pink, lançado nos Estados Unidos em 12 de novembro de 2010, pela LaFace Records, contendo três canções inéditas, incluindo o primeiro single "Raise Your Glass", o qual atingiu as paradas das dez canções mais executadas em diversos países, e Fuckin' Perfect. O álbum foi lançado em terras brasileiras no mês de dezembro de 2010.

## Faixas

### Padrão[3]
1. "Get the Party Started"
2. "There You Go"
3. "You Make Me Sick"
4. "Don't Let Me Get Me"
5. "Just Like a Pill"
6. "Family Portrait"
7. "Trouble"
8. "Stupid Girls"
9. "Who Knew"
10. "U + Ur Hand"
11. "Dear Mr. President" (feat. Indigo Girls)
12. "So What"
13. "Sober"
14. "Please Don't Leave Me"
15. "Bad Influence"
16. "Funhouse"
17. "Raise Your Glass"
18. "Fuckin' Perfect"
19. "Heartbreak Down"

### Deluxe[4]
CD
1. "Get the Party Started"
2. "There You Go"
3. "Don't Let Me Get Me"
4. "Just Like a Pill"
5. "Family Portrait"
6. "Trouble"
7. "Stupid Girls"
8. "Who Knew"
9. "U + Ur Hand"
10. "Dear Mr. President" (feat. Indigo Girls)
11. "So What"
12. "Sober"
13. "Please Don't Leave Me"
14. "Bad Influence"
15. "Funhouse"
16. "I Don't Believe You"
17. "Whataya You Want From Me"
18. "Raise Your Glass"
19. "F**kin' Perfect"
20. "Heartbreak Down"

DVD
1. "There You Go"
2. "Most Girls"
3. "You Make Me Sick"
4. "Get the Party Started"
5. "Don't Let Me Get Me"
6. "Just Like a Pill"
7. "Family Portrait"
8. "Trouble"
9. "God Is A DJ"
10. "Last To Know"
11. "Stupid Girls"
12. "Who Knew"
13. "U + Ur Hand"
14. "Nobody Knows"
15. "Dear Mr. President" (From I'm Not Dead Live-Wembley Arena)
16. "So What"
17. "Please Don't Leave Me"
18. "Sober"
19. "Funhouse"
20. "I Don't Believe You"
21. "Bad Influence" (From Funhouse Live In Australia)
22. "Leave Me Alone (I'm Lonely)" (Funhouse Freak Show Edition)
23. "Please Don't Leave Me" (Funhouse Freak Show Edition)
24. "Funhouse" (Funhouse Freak Show Edition)
25. Bastidores do videoclipe de "Funhouse"
26. Bastidores da photo shoot de Greatest Hits... So Far!

### Edição internacional[5]
1. "Get the Party Started"
2. "There You Go"
3. "Don't Let Me Get Me"
4. "Just Like a Pill"
5. "Family Portrait"
6. "Trouble"
7. "Stupid Girls"
8. "Who Knew"
9. "U + Ur Hand"
10. "Dear Mr. President" (feat. Indigo Girls)
11. "Leave Me Alone (I'm Lonely)"
12. "So What"
13. "Sober"
14. "Please Don't Leave Me"
15. "Bad Influence"
16. "Funhouse"
17. "I Don't Believe You"
18. "Whataya Want From Me"
19. "Raise Your Glass"
20. "F**kin' Perfect"
21. "Heartbreak Down"